# 集中力
集中力（しゅうちゅうりょく）とは一つの事柄に注意を集中して物事に取り組む能力。

## 概要
学業や仕事やスポーツなどのあらゆる場面で集中力は重要な要素となっており、集中力の有無が成否を左右するという事が多々ある。集中力を高めるには日々の食事に気を使い十分な栄養を摂取するとともに、百ます計算などのトレーニングを行うことや、運動をすることが効果的であるとされている。
米国では集中力増進を目的としたビデオゲームを用いた療法もある。

### 病気の症状としての集中力低下
心の病気の症状として集中力が低下するという事がある。うつ病、躁うつ病、統合失調症、不安障害などにかかっている人は病気が原因で物事に集中して取り組めないといった事が起こっている。心の病気とは気付くのが早ければ早いほど予後が良いため日頃から心の病気へのアンテナを張っておくことが望ましい。

## 環境音楽
多くの研究は、勉強しながら環境音楽を聞く学生は、不安が少なく、集中力が高く、テストの点数が高いことを示している。環境音楽には、自然音、アコースティックギター、ピアノ、電子音などの心地よい器楽が含まれる。
研究者によると、これらの環境音楽は、突然の中断するようなテンポの変化がなく、安定したリズムを提供するために機能する。これは落ち着いた環境を提供し、思考プロセスを妨げる可能性のある雑念をブロックする。環境音楽はまた、分析的思考と創造性に関与する脳内の領域を活性化し、情報を吸収して保持する脳の能力を高めると考えられている。複雑なタスクに直面したときに、環境音楽は役に立つ。

## 俗説
人間の集中力が金魚の集中力よりも短いという主張がマイクロソフトの研究チームが発表した研究結果としてまことしやかに広がっているが、根拠のない俗説である。同チーム（実際にはマイクロソフト社に一時在籍した1人の研究者）の発表内容によると、人間の集中力は2000年には12秒だったが、2013年には8秒にまで短くなっており、これは金魚の集中力の9秒に及ばないとされた。しかし、実際には、この内容はマイクロソフト社独自の研究成果ではなく、他サイトからの借用であった。また、内容的にも、人間の集中力は9秒よりもはるかに長く、金魚の集中力をどう測定したのかが明らかにされていないとの批判を受けるなど借用元となったサイトの情報は科学的に否定されている。2024年12月時点で、このマイクロソフト社の研究発表自体はウェブ上から削除されているが、「マイクロソフトの研究」というインパクトの大きさから、これを無批判に受け入れてファクトチェックをせずに多年にわたり引用に引用を重ねて広まった結果、都市伝説のようになってしまっている。